# Цветков, Владимир Константинович
Владимир Константинович Цветков (родился 2 января 1947 года в Стаханове) — советский военный, полковник спецподразделения «Альфа» КГБ СССР и ФСБ, ветеран Афганской войны, общественный деятель Сахалинской области. 

## Биография

### Начало службы
Родился 2 января 1947 года в городе Стаханов (Кадиевка) Ворошиловградской области УССР в семье военнослужащего. Отец — участник Великой Отечественной войны, командовал танком Т-34. В конце 1943 года под городом Россошь танк был подбит немцами, а отец был ранен и эвакуирован в Баку. Мать — медсестра, ушла на фронт с третьего курса мединститута; встретила отца Владимира в эвакогоспитале в Баку.
В возрасте 2 лет с семьёй переехал на Сахалин. Окончил в 1969 году Сахалинский государственный педагогический институт (факультет иностранных языков), преподавал английский в школе посёлка Восток (Поронайский район, Сахалинская область). Срочную службу проходил с мая 1970 года в ракетно-зенитном дивизионе Поронайского района. Занимался спортом: фехтование, лёгкая атлетика, стрельба и баскетбол в школе, лыжные гонки и биатлон в университете. Как биатлонист, Цветков неоднократно выигрывал первенство области, становился призёром соревнований по Сибири и Дальнему востоку (Мастер спорта СССР по биатлону). В 1971 году Цветков был назначен инструктором физвоспитания спортивного общества «Урожай», через год назначен преподавателем кафедры физвоспитания в Сахалинском государственном педагогическом институте.
По собственным утверждениям, Владимир в 1969 году под воздействием фильмов и книг о разведчиках направил письмо Юрию Андропову с просьбой зачислить его в КГБ. В конце 1972 года он встретился с особистом и был направлен для прохождения специальной подготовки на Высшие курсы КГБ СССР в Минске, окончив их через год и войдя в состав кадров УКГБ по Сахалинской области в качестве оперуполномоченного. В конце того же 1972 года приглашён в работу органов государственной безопасности, окончил Высшие курсы КГБ СССР в Минске в 1973 году и зачислен в кадры УКГБ по Сахалинской области в качестве оперуполномоченного. Член КПСС с 1977 года, в сентябре того же года организовал сверхмарафонский легкоатлетический пробег протяжённостью 1000 км с участием спортивных сообществ вооружённых сил и силовых структур.

### Афганистан
В начале 1979 года Цветков был откомандирован в учебный центр подготовки командиров спецподразделений в Московской области — по официальной версии, для обеспечения безопасности проведения Московской Олимпиады. Де-факто был включён в оперативную группу специального назначения «Зенит», где велась, помимо обычной боевой, усиленная подготовка по минно-взрывному делу, захвату объектов и персон, организации засад и освобождению заложников. Цветков стал ведущим снайпером спецотряда.
В начале июля отряд из 38 человек, где был Цветков, под командованием Н.А.Суркова прибыл в Кабул для силового содействия дипломатическим органам в создании представительства СССР и наведения конституционного порядка. В середине сентября того же года после переворота к власти пришёл Хафизулла Амин, а в конце декабря были переправлены подкрепления советским бойцам. Руководство осуществлял А. К. Поляков. 25 декабря 1979 года состоялась операция «Шторм-333». Цветков номинально входил в 1-ю боевую группу под командованием капитана Мурада Сахатова, по ходу операции возглавлял отряд из 14 бойцов (трое из «Зенита» и два полных танковых экипажа из «мусульманского» батальона ГРУ).
Цветков как снайпер должен был обеспечить захват двух танков на территории 3-го батальона регулярной Афганской армии, охранявшей дворец, и развернув их, выстрелить по резиденции Амина, имитируя вооружённый мятеж и дав сигнал к штурму. Далее группа должна была загнать 300 вооружённых солдат в казармы и удерживать их до конца операции. Цветков произвёл первые выстрелы в войне из автомата АКМ с глушителем, убив двух часовых у танков. Далее он из СВД разбил галогеновые прожекторы, слепившие штурмующих бойцов. В результате штурма Цветков был тяжело ранен в голову — дюралевый осколок, порвав левую щёку, остановился у основания черепа — и в руку. В течение восьми месяцев шла реабилитация Владимира Константиновича Цветкова в туркменском госпитале: операцию не решались делать ни в Ташкенте, ни в Москве, сделав её только в Южно-Сахалинске, но удалив гланду. Всего за всю свою службу он получил 28 проникающих ранений.

### После Афганистана
После выздоровления Цветков вернулся к работе в Управлении КГБ СССР по Сахалинской области и вместе с В.А.Забелиным создал специальную антитеррористическую оперативно-боевую группу, которая занималась обезвреживанием преступников и спасением людей. Он же занимался выявлением и пресечением незаконного оборота наркотических и психотропных средств и оружия на территории Сахалинской области, а также готовил личный состав Управления КГБ и МВД к действиям в чрезвычайных ситуациях. В 1987 году принял участие в легкоатлетическом агитационном пробеге Оха — Южно-Сахалинск, а в том же году начал заниматься архивной работой и борьбой за реабилитацию невинно осуждённых по политическим статьям. В 1992 году принял участие в легкоатлетическом сверхмарафоне «Мира» в составе сборной команды ветеранов-военнослужащих России по маршруту Москва — Барселона в преддверии Олимпиады. Через год стал одним из основателей управления налоговой полиции Сахалинской области, также работал в службе безопасности нефтегазовой компании. В отставке с 1998 года по выслуге лет в звании полковника.

### Текущая деятельность
В настоящее время Цветков занимается организацией спортивных событий: лыжный переход Александровск-Сахалинский — Южно-Сахалинск (2002), первый велопробег «Вахта Памяти» в память участников освобождения Сахалина и Курильских островов от японцев (2007). В 2014 году посетил Луганскую Народную Республику, выразив ей свою моральную поддержку. Занимает посты советника губернатора Сахалинской области, входит в Правление областной Ассоциации работников правоохранительных органов и Общественной палаты Сахалинской области. Руководитель комиссии по патриотическому воспитанию молодёжи Областного совета Ветеранов войны. Один из участников организации акции «Бессмертный полк» в Сахалинской области.

### Семья
Дочь — Екатерина (родилась в 1977 году), сын — Егор, прапорщик ФСБ, служит на Сахалине.

## Награды
- Орден Боевого Красного Знамени (1980)
- Медаль ордена «За заслуги перед Отечеством» II степени (1997)
- Медаль Жукова
- Орден «Звезда Демократической Республики Афганистан» III степени
- Медаль «От благодарного афганского народа»
- Награда «Ветеран спецназа»
- Памятная медаль «Патриот России»
- Именное оружие
- Почётный гражданин Сахалинской области (30 марта 2016)[2]
- Иные государственные, ведомственные и частные награды

## Литературная работа
- По мотивам воспоминаний Владимира Цветкова была написана повесть «Бой затих у взорванного моста» (автор — полковник запаса ФСБ, ветеран спецподразделения «Вымпел» Валерий Киселёв)[2].
- Совместно с краеведом Николаем Вишневским выпустил в 2015 году книгу «Чтобы помнить. Сахалин и Курилы в судьбах героев» с очерками о 121 Герое Советского Союза и 19 кавалерах ордена Славы трёх степеней[2].